# Jean Bellegambe

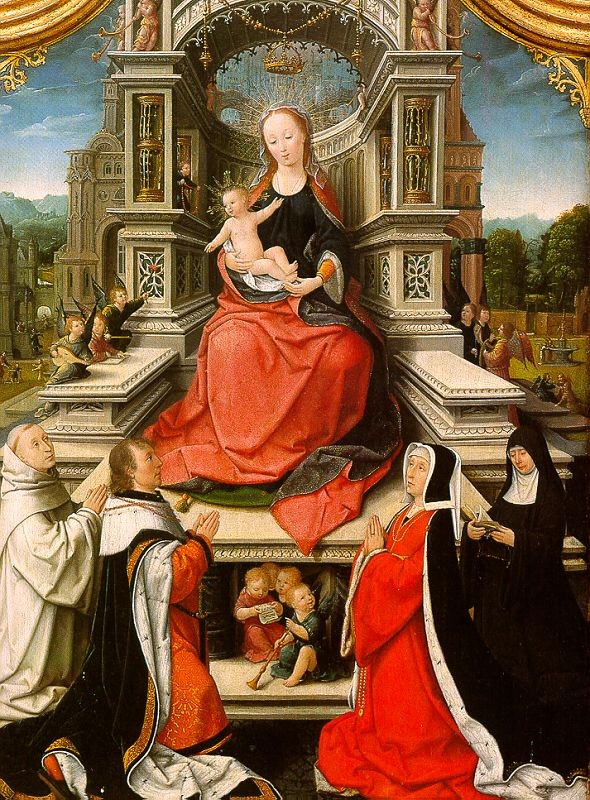
Tryptyk z Cellier (1508)

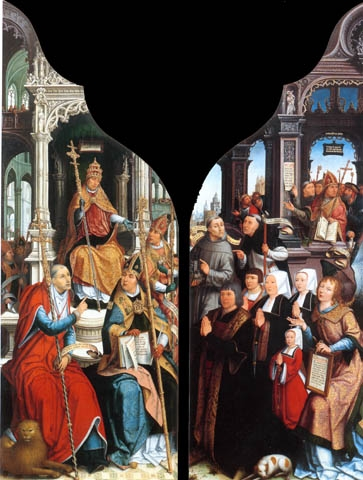
Tryptyk Niepokalanego Poczęcia

Jean Bellegambe (ur. ok. 1470 w Douai, zm. ok. 1534 tamże) – francuski malarz okresu renesansu.
Działał na pograniczu francusko-niderlandzkim w diecezji Arras. Uczył się w warsztacie Simona Marmiona w Valenciennes. W 1510 był krótko w Antwerpii. Pracował dla opactw Flines, Anchin, Arras, Cambrai, Marchiennes, Cellier oraz kościołów w Douai. We wczesnej fazie twórczości uległ wpływowi Rogiera van der Weydena, w późniejszych jego dziełach widać wpływ manieryzmu antwerpskiego.
Specjalizował się wyłącznie w malowidłach ołtarzowych (tryptyki i poliptyki).
Jego syn Martin Bellegambe również był malarzem.

## Wybrane dzieła
- Madonna z Dzieciątkiem – Bruksela, Musées Royaux des Beaux-Arts
- Mistyczna kąpiel dusz we krwi Chrystusa (tryptyk) (ok. 1526) – Lille, Musée des Beaux-Arts
- Opłakiwanie Chrystusa (tryptyk) (1495-1500) – Warszawa, Muzeum Narodowe
- Poliptyk Św. Trójcy z Anchin – Douai, Musée de la Chartreuse
- Sąd Ostateczny (tryptyk) (ok. 1525) – Berlin, Gemaeldegalerie
- Św. Adrian – Paryż, Luwr
- Św. Barbara – Chicago, Art Institute
- Św. Katarzyna – Chicago, Art Institute
- Trójca Święta (tryptyk) – Lille, Musée des Beaux-Arts
- Tryptyk z Cellier (1508) – Nowy Jork, Metropolitan Museum of Art
- Zwiastowanie (tryptyk) (1516-17) – St. Petersburg, Ermitaż